# Гаранго
Гаранго (фр. Garango) — місто і міська комуна в Буркіна-Фасо.

## Географія і клімат
Місто Гаранго розташоване на півдні Буркіна-Фасо, у провінції Булгу Східно-Центральної області країни, північніше гори Булгу, на висоті 238 м над рівнем моря. Площа міської комуни становить 79 км². В адміністративному відношенні місто підрозділяється на 7 секторів, територія міської комуни — на 14 сіл. Дійсний мер — Андре Марія Зуре. Статус міста Гаранго отримав в 1982 році.
Клімат в регіоні обумовлений змінами сухого і дощового сезонів. В середньому в Гаранго щорічно випадає близько 700 мм опадів. Температурна вилка — між 20 °C (у грудні) і 40 °с (у квітні-травні).

## Економіка
Господарська діяльність населення — переважно аграрна. У місті розвинені кустарні ремісничі промисли. За містом вирощується просо, рис, кукурудза, овочі, арахіс і бавовна. Є також дрібна рогата худоба, свині і свійська птиця. Молочне тваринництво місцевим жителям невідоме. Експортується з регіону Гаранго лише цибуля. Кожні 3 дні в місті влаштовуються базарні дні для збуту сільгосппродукції.

## Населення
За даними на 2013 рік чисельність населення міста становила 65442 людини. Чисельність населення міської комуни за даними перепису 2006 року становить 71 408человек. Гаранго є місцем компактного проживання народності біса, що переселилася сюди на початку XIX століття, і резиденцією верховного правителя бісса — нааба.
Динаміка чисельності населення міста по роках:
| 1996  | 2005  | 2006  | 2013  |
| ----- | ----- | ----- | ----- |
| 28291 | 35688 | 51564 | 65442 |

## Міста-партнери
- Лаваль[4]
- Ладенбург